# بيجو 104

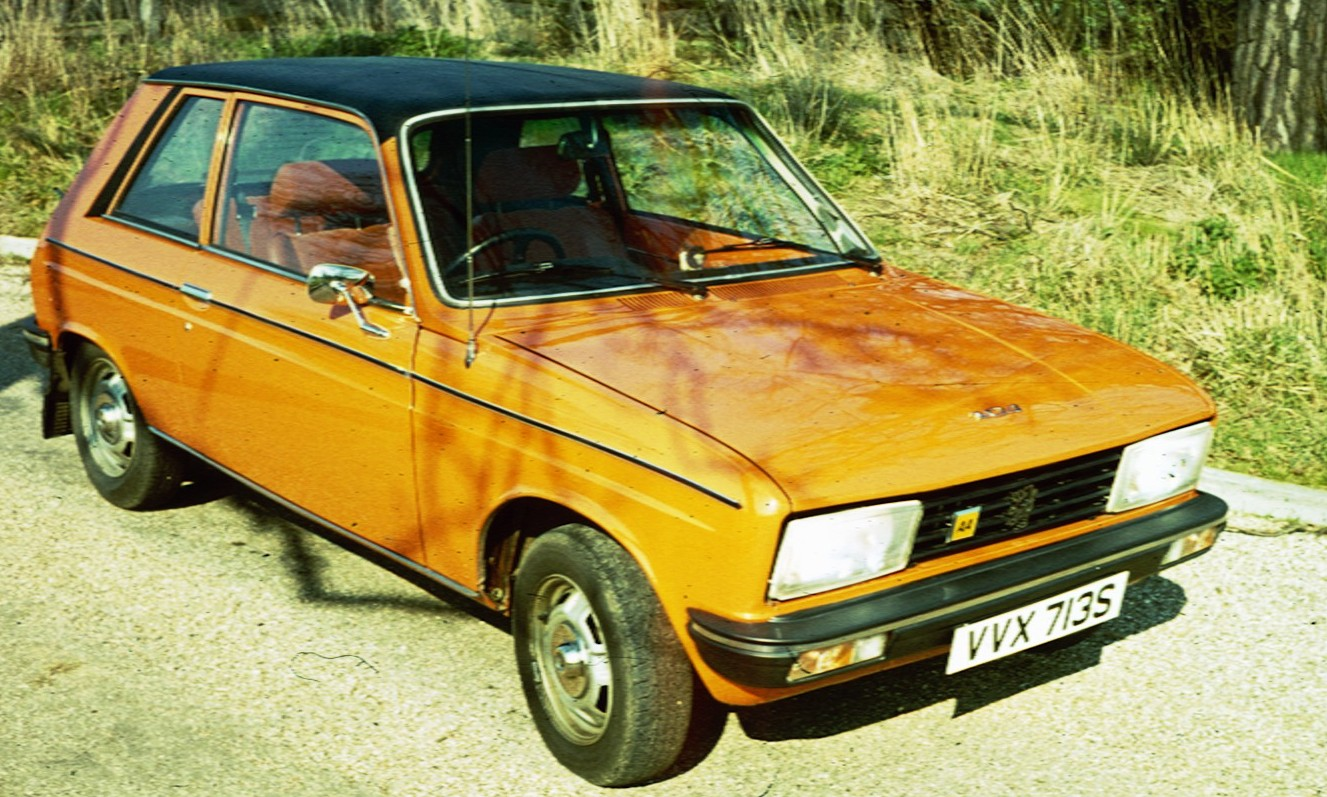
بيجو 104

المائة وأربعة هي سيارة فرنسية تم صنعها من طرف بيجو ميلوز. صنعت بالنسخ 3 ، 4، و 5 أبواب ؛فنسخة 3 أبواب عرفت وجهة رياضية، أما نسخة 5 أبواب فعرفت آن ذاك بأقصر سيارة في العالم
بدئ في إنتاجها في 1972 و توقف في 1988